# 히스 리제너레이션
히스 리제너레이션(His Regeneration)은 미국에서 제작된 길버트 M. 브롱초 빌리 앤더슨 감독의 1915년 영화이다. 브론코 빌리 앤더슨 등이 주연으로 출연하였다.

## 출연

### 주연
- 브론코 빌리 앤더슨

### 조연
- 찰리 채플린
- 마거릿 클레이턴
- 벨리 밋첼
- 로이드 베이컨
- 로버트 맥켄지
- 빅터 포텔